# The Police
The Police (рус. Поли́с) — британская рок-группа, сформированная в Лондоне в 1977 году. Трио состояло из британцев Гордона Самнера (Стинг) (вокал, бас-гитара), Энди Саммерса (гитара) и американца Стюарта Коупленда (ударные, перкуссия). Группа стала всемирно известной в конце 1970-х и вообще рассматривается как одна из первых групп новой волны, достигшая успеха у широкой аудитории, играя в стиле рок, с элементами джаза, панка и регги. Их альбом Synchronicity 1983 года стал номером один в хит-парадах Великобритании и США и был продан в количестве более 8 миллионов копий только в Соединенных Штатах.
Несмотря на то, что официально о распаде группы никогда не было заявлено, «The Police», за исключением краткого воссоединения в 1986 году, прекратили совместную деятельность в марте 1984 года. В феврале 2007 года они воссоединились в честь празднования тридцатилетия хит-сингла «Roxanne» для проведения мирового тура, который продлился до августа 2008 года. За время существования группы было продано более 50 миллионов альбомов по всему миру, также «The Police» стали самыми высокооплачиваемыми музыкантами в 2008 году, благодаря их воссоединительному туру. Журнал Rolling Stone поставил их на 70 место в своем списке «100 величайших исполнителей всех времен». В 2003 году на торжественной церемонии группа «The Police» была введена в Зал славы рок-н-ролла. Группа имеет шесть наград Грэмми. Четыре альбома «The Police» попали в список журнала Rolling Stone «500 величайших альбомов всех времён».
25 июня 2019 года The New York Times Magazine назвал The Police среди сотен исполнителей, чей материал, как сообщается, был уничтожен во время пожара в Universal Studios Hollywood 2008 года.

## История группы

### Формирование: 1977—1978
«The Police» была основана Стюартом Коуплендом в начале 1977 года. После распада его прогрессив-рок-группы Curved Air, Коупленд стремился сформировать новое рок-трио и присоединиться к растущей лондонской панк-сцене. Вокалист-басист Стинг и гитарист Генри Падовани начали репетировать с Коуплендом в январе 1977 года, они записали первый сингл «The Police», «Fall Out»/«Nothing Achieving», в следующем месяце. Обе песни были написаны и спродюсированы Коуплендом (би-сайд был написан в соавторстве с его братом Иэном Коуплендом.)
Хотя ранний стиль группы был классифицирован как панк-рок, Allmusic Guide утверждает, что это справедливо только «… в самом широком смысле этого слова» (англ. «… in the loosest sense of the term»); издание заявляет, что группа «играла… нервный, разбавленный регги, поп/рок, как панк», но «не обязательно панк» и имела «дух панка» (англ. «… nervous, reggae-injected pop/rock was punky» and had a «punk spirit», but it «wasn’t necessarily punk»). В марте и апреле, эта троица гастролировала с Cherry Vanilla, а также с Wayne County & the Electric Chairs. В мае бывший участник группы «Gong» Майк Хоулетт пригласил Стинга и бывшего гитариста группы «The Animals» Энди Саммерса сформировать с ним группу Strontium 90, как проект для воссоединения Gong. Барабанщик Крис Катлер, которого Хоулетт хотел пригласить в эту группу, был недоступен в этот период, так Стинг привел в группу Стюарта Коупленда. «Strontium 90» записали несколько демотреков в студииVirtual Earth Studios, а затем выступили на концерте воссоединения группы «Gong», в Париже 28 мая 1977 года. Альбом с некоторыми из этих студийных и концертных композиций (а также, с первой записанной версией песни «Every Little Thing She Does Is Magic») был выпущен 20 лет спустя, в 1997 году под названием Strontium 90: Police Academy. Четверка также выступала в лондонском клубе, назвавшись The Elevators, в июле 1977 года.
В июле 1977 года Коупленд, Стинг, Падовани и Саммерс начал выступать как квартет. Сравнительно ограниченные способности Падовани, как гитариста, сократили период его пребывания в группе. Вскоре после неудавшейся рекордсессии с продюсером Джоном Кейлом, 10 августа того же года, Падовани покинул «The Police», и Саммерс взял на себя обязанности единственного гитариста группы. Этот состав участников: Коупленд, Стинг и Саммерс не претерпит изменений, вплоть до прекращения их совместной творческой деятельности в 1984 году. Стинг доказал способность быть автором песен; какое-то время он был учителем английского языка в средней школе, и его лирика известна своей литературной осведомленностью и словесной ловкостью. Материал в более поздних альбомах группы — Ghost in the Machine, был вдохновлён работами Артура Кёстлера, а песни на «Synchronicity», работами Карла Юнга. Композиция «Tea in the Sahara» на последнем альбоме проявила интерес Стинга к работе автора Пола Боулза.
«The Police», наряду с «The Clash», были одной из первых основных белых групп, принявших стиль регги в качестве преобладающего музыкальной формы, и одной из первых белых групп, имевших крупные международные хиты с материалом в стиле регги. Хотя ска и регги уже были популярны в Великобритании, стиль был мало известен в Соединённых Штатах или других странах. До появления «The Police», всего несколько регги-песен, таких как кавер-версия Эрика Клэптона песни Боба Марли «I Shot the Sheriff» (1974) и композиция Пола Саймона «Mother and Child Reunion», добились значительного успеха в хит-парадах США. Обесцвеченным светлым волосам, которые стали фирменным знаком группы, способствовал счастливый случай, произошедший в феврале 1978 года. Группу, отчаянно нуждающуюся в деньгах, попросили сделать рекламу для жевательной резинки Wrigley’s Spearmint при условии, что они перекрасятся в блондинов. Allmusic Guide отмечает, что хотя «… группа получила коммерческое воздействие, она обрела презрение подлинных панков» (англ. «…commercial provided exposure, it drew the scorn of genuine punkers»).

### Контракт с лейблом: 1978—1980

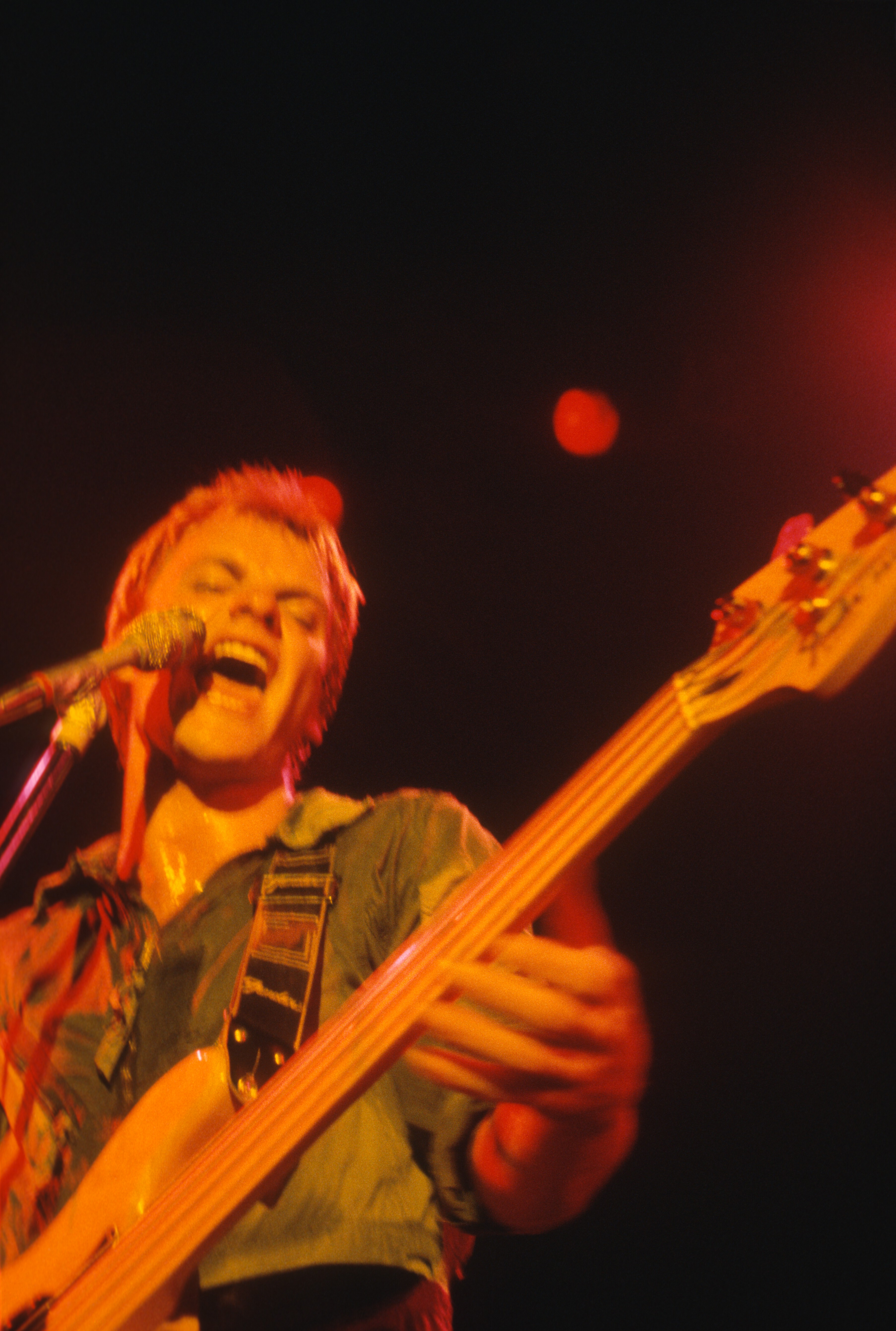
Концерт в Атланте, 1979 год

Для «The Police», их первый альбом Outlandos d’Amour записывался в трудных условиях, они работали с небольшим бюджетом, без менеджера или контракта с лейблом. Старший брат Стюарта Коупленда, Майлз Коупленд третий (англ. Miles Copeland III) услышал композицию «Roxanne» впервые и немедленно получил для них контракт с лейблом A&M Records. Первоначально выпущенный в 1978 году, сингл был переиздан в 1979, он стал переломным моментом в их карьере, после чего группа получила широкое признание в Соединённом Королевстве, также песня стала хитом в нескольких других странах, особенно в Австралии. Их успех привёл к концертам в знаменитом нью-йоркском клубе CBGB и изнурительному туру по Соединённым Штатам, в ходе которого группа путешествовала по всей стране, вместе со всем своим оборудованием в фургоне Ford Econoline. Позже Outlandos d’Amour занял 434 место в списке «500 величайших альбомов всех времён по версии журнала Rolling Stone». В октябре 1979 года группа выпустила свой второй альбом Reggatta de Blanc, который имел хорошие продажи по всей Европе. Альбом возглавлял британские чарты в течение четырёх недель, и содержал синглы, также достигшие вершины хит-парада Великобритании: «Message in a Bottle» и «Walking on the Moon». Инструментальная композиция Reggatta de Blanc выиграла Грэмми в номинации «Лучшее инструментальное рок-исполнение». Журнал Rolling Stone поставил альбом на 369 строчку в своём списке «500 величайших альбомов всех времён».
В марте 1980 года «The Police» провели своё первое мировое турне; группа выступала в таких странах, как Мексика (Мехико), Индия (Бомбей) и Египет, которые редко посещали зарубежные исполнители. В мае A&M Records выпустили в Великобритании Six Pack (The Police) — дорогое издание, содержащее пять предыдущих синглов, изданных на этом лейбле (исключая «Fall Out») в их первоначальном виде, плюс моно-версию популярной композиции с последнего альбома (Reggatta de Blanc) «The Bed’s Too Big Without You» вместе с концертной версией композиции «Truth Hits Everybody» из альбома Outlandos d’Amour. Он достиг #17 в британском хит-параде синглов, хотя правила чартов, введённые позднее, позволили классифицировать его как альбом.
Под давлением их звукозаписывающей компании, требующей нового материала и скорейшего возвращения в тур, «The Police» выпустили свой третий альбом Zenyatta Mondatta в октябре 1980 года. Альбом содержал их третий британский хит #1 «Don’t Stand So Close to Me» и хит-сингл «De Do Do Do, De Da Da Da», который попал в хит-парады Соединённых Штатов. В последующих интервью Стинг выразил сожаление о том, что альбом был записан в спешке. Однако многие критики позже расценивали его как одну из самых сильных работ группы. Инструментальная «Behind My Camel», написанная Энди Саммерсом, принесла группе очередную Грэмми в номинации «Лучшее инструментальное рок-исполнение». Песня «Don’t Stand So Close to Me» выиграла Грэмми, в номинации «Лучшее вокальное рок-исполнение дуэтом или группой».

### Звёзды: 1980—1983

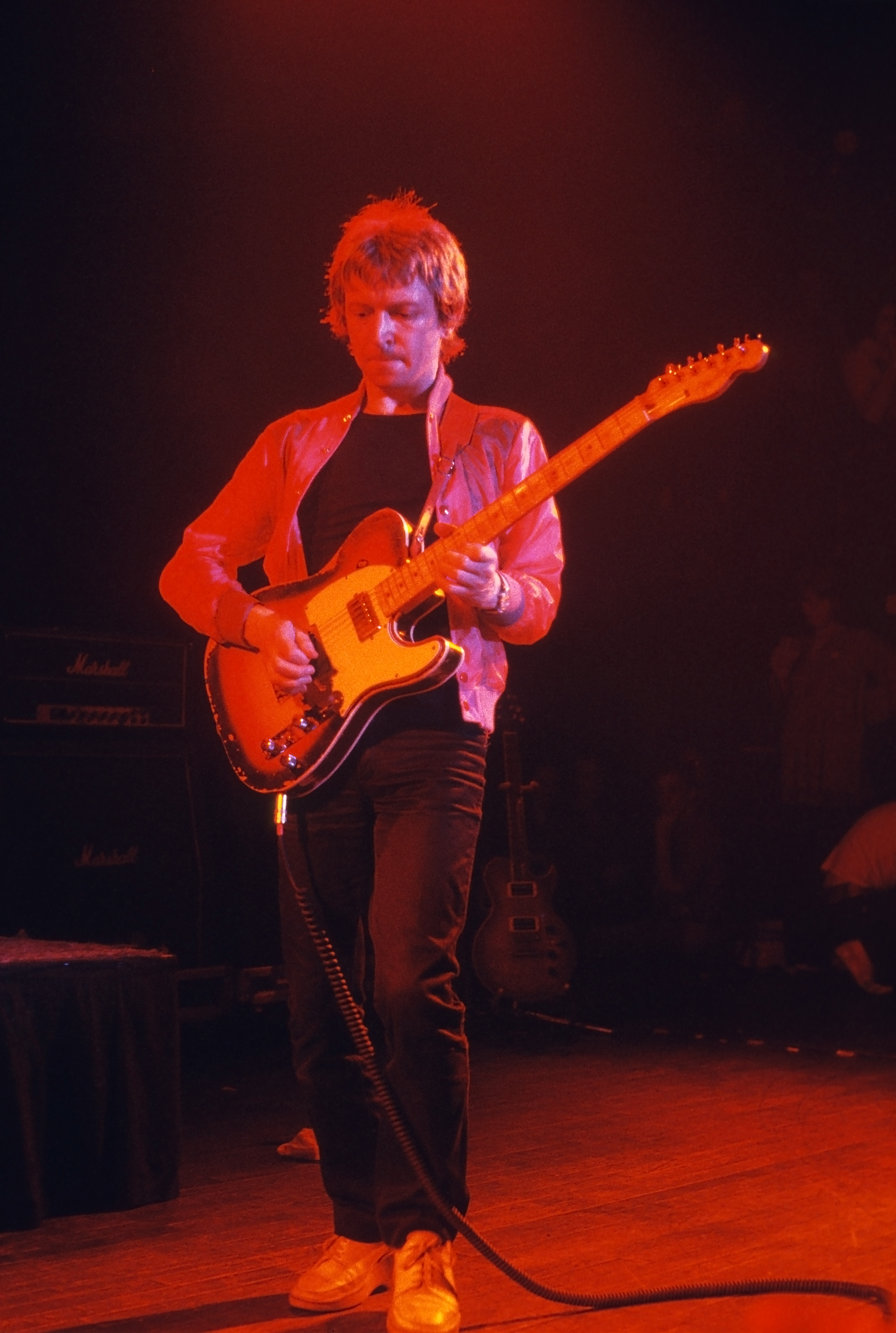
Энди Саммерс, 1979 год

К этому времени Стинг стал главной звездой в «The Police» и начал карьеру вне группы, расширяя свою творческую деятельность. Он записал хорошо принятый дебют, названный ce Face, прозвучавший в фильме «Квадрофения», экранизации рок-оперы группы «The Who», а затем сыграл роль механика, влюблённого в музыку Эдди Кокрана в фильме «Radio On» режиссёра Криса Пети́. Он также исполнил роль персонажа Фейда-Раута Харконнена в фильме «Дюна» режиссёра Дэвида Линча. По мере того как известность Стинга росла, его отношения с основателем группы Стюартом Коуплендом начали ухудшаться. И без того напряжённые отношения участников становились всё более натянутыми благодаря мировой публичности и славе, противоречивым эго, и их финансовому успеху. Между тем, брак Стинга, как и Саммерса, был неудачным (Стинг поселился с новой подругой Труди Стайлер, на которой он впоследствии женился, а у Саммерса, после непродолжительных отношений, родился сын, Энди-младший (англ. Andrew Jr.), и он вновь женился на своей второй жене Кейт).
Четвёртый альбом «The Police», Ghost in the Machine, с сопродюсером Хью Пэдхемом, был выпущен в 1981 году. Альбом содержал такие хиты как «Every Little Thing She Does Is Magic», «Invisible Sun» и «Spirits in the Material World», журнал Rolling Stone поставил альбом на 322 место в своём списке «500 величайших альбомов всех времён». Поскольку члены группы не смогли договориться об изображении на обложке, обложкой альбома стали три красные пиктограммы, «цифровые» подобия трёх членов группы в стиле сегментных светодиодных дисплеев, изображённых на чёрном фоне.
В 1980-х Стинг и Энди Саммерс во избежание больших налогов переехали жить в Ирландию: Стинг в Раундстоун (графство Голуэй), а Саммерс в Кинсейл (графство Корк), Коупленд же, имеющий американское гражданство, остался в Англии. В 1982 году группа дала концерт на стадионе в Гейтсхеде (Тайн-энд-Уир, Англия), который был снят на плёнку, и взяла творческий отпуск. Стинг продолжил свою актёрскую карьеру снявшись с Денхолмом Эллиоттом и Джоан Плаурайт в фильме Ричарда Лонкрейна, экранизации пьесы Денниса Поттера «Brimstone and Treacle». Стинг также написал песню «Spread A Little Happiness» (которая появилась в саундтреке фильма «Brimstone and Treacle», наряду с тремя новыми композициями «The Police») она стала хитом в Соединённом Королевстве. Энди Саммерс вместе с Робертом Фриппом записал свой первый альбом, I Advance Masked.
Группа открывает и закрывает музыкальный фильм «Urgh! A Music War», снятый в 1981 году. Фильм показал музыкальную сцену эпохи панка, вдохновлённый братьями Стюарта Коупленда Иэном и Майлзом Коуплендами (англ. Ian and Miles Copeland). Фильм был издан ограниченным тиражом, и приобрёл мифическую репутацию за эти годы.

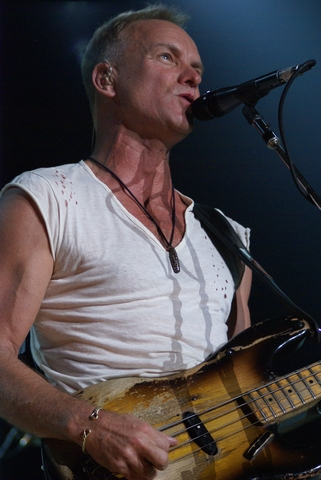
Стинг, концерт The Police в Madison Square Garden, 2007 год

«The Police» выпустили свой последний альбом, Synchronicity в 1983 году. В альбом вошли такие известные песни, как «Every Breath You Take», «Wrapped Around Your Finger», «King of Pain» предчувствия «Synchronicity II». Масштабный тур в поддержку альбома начался в июле 1983 года в Чикаго (штат Иллинойс, США) (концерт в Comiskey Park) и закончился в марте 1984 года в Мельбурне, (Австралия), выступлением в Melbourne Showgrounds. На протяжении тура, с The Police выступило пять групп, включая «Simple Minds», «Flock of Seagulls», «The Fixx» и «Joan Jett and the Blackhearts», являющихся гвоздём программы «The Police». В имидже Стинга доминировал его оранжевый цвет волос (в связи с его ролью в научно-фантастическом фильме «Дюна») и рваная одежда, всё это было подчёркнуто в музыкальных видео для песен из альбома и было перенесено в декорации для концерта. Чтобы добавить интриги, на концертах присутствовал персонал MTV, а VJ канала Марта Куинн, представляла группу публике. В музыкальном плане, каждый из участников расширил своё оснащение дополнительными инструментами (такими как вспомогательные ударные Стюарта Коупленда и гитаро-синтезатор Энди Саммерса) и даже дополнительными вокалистами, одетыми в робы, которые присоединялись к группе для исполнения композиции «Tea In The Sahara».
За исключением «King of Pain», синглы из альбома сопровождались музыкальными видеоклипами, снятыми дуэтом Godley & Creme. «Synchronicity» стал хитом номер один в Великобритании (где он дебютировал на первом месте) и в США, где он оставался на вершине хит-парадов 17 недель, в Великобритании он удерживал верхнюю строчку всего две недели. Альбом был выдвинут на премию Грэмми, в номинации «Альбом года», но проиграл Триллеру Майкла Джексона. Тем не менее, «The Police» обошли Джексона в одной категории: композиция «Every Breath You Take» выиграла Грэмми в номинации «Песня года», победив композицию Джексона «Billie Jean». «Every Breath You Take» также получила Грэмми в номинации «Лучшее вокальное поп-исполнение дуэтом или группой», а «Synchronicity II» выиграла Грэмми в номинации «Лучшее вокальное рок-исполнение дуэтом или группой». «Every Breath You Take» также стала лауреатом награды American Video Award в номинации «Лучшее видео группы» и получил две награды Ivor Novello Awards в категории «Лучшая песня музыкально и лирически» и «Лучшая выполненная работа». Журнал Rolling Stone поставил «Synchronicity» на 455 строчку, в своём списке «500 величайших альбомов всех времён». В 1983 году Стюарт Коупленд написал музыку для фильма «Бойцовая Рыбка» режиссёра Френсиса Форда Копполы, снятому по роману Сьюзен Хинтон. Песня «Don’t Box Me In (theme From Rumble Fish)» написанная в сотрудничестве между Коуплендом и Стэном Риджуэйем (англ. Stan Ridgway), лидером группы «Wall of Voodoo», была выпущена на радио лейблом A&M Records, и получила хорошую ротацию после выхода фильма.

### Тур после распада: 1984—1986
Согласно документальному фильму «Last Play at Shea», во время концерта группы на стадионе Shea Stadium (Нью-Йорк) в 1983 году Стинг почувствовал, что выступление на этой арене было «эверестом группы» и принял решение начать сольную карьеру. После окончания тура в поддержку Synchronicity в марте 1984 года группа распалась, и каждый участник группы продолжил свой собственный творческий путь. В июне 1986 года трио вновь собралось вместе, дав три концерта для тура Международной амнистии, названном «Заговор надежды» (англ. «A Conspiracy of Hope»). В июле того же года состоялось недолгая напряжённая встреча в студии, где музыканты перезаписали песни «Don’t Stand So Close to Me» и «De Do Do Do, De Da Da Da». «De Do Do Do, De Da Da Da» был выпущен в октябре 1986 года, став их последним совместным синглом, он получил название «De Do Do Do, De Da Da Da '86» и появился на сборнике Every Breath You Take: The Singles, сингл попал в UK Top 25. К этому времени стало ясно, что Стинг не намерен продолжать работу с группой; он выпустил успешный дебютный сольный альбом в 1985 году, названный The Dream of the Blue Turtles и отмеченный влиянием джаз-музыки. Лонгплей добрался до второй строчки хит-парада США и стал трижды платиновым.

### Карьера порознь: 1987—2006

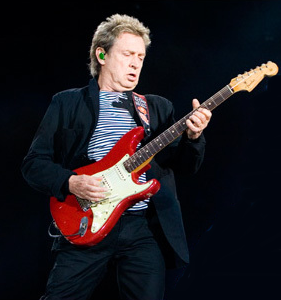
Энди Саммерс, 2008 год

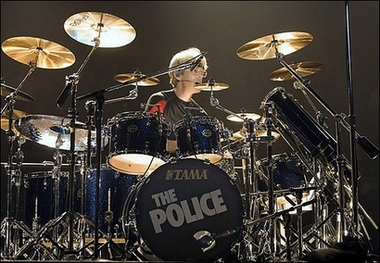
Стюарт Коупленд, 2008 год

В 1992 году Стинг женился на Труди Стайлер, Саммерс и Коупленд были приглашены на церемонию и торжественный приём. Пользуясь моментом, что все участники группы присутствовали вместе, гости уговорили их сыграть, и в конечном итоге они исполнили композиции «Roxanne» и «Message in a Bottle». Коупленд сказал позже, что «приблизительно после трёх минут выступления, это стало 'вещью' снова» (англ. «after about three minutes, it became 'the thing' again»). Также в 1992 году Энди Саммерс недолго пребывал на посту музыкального директора в шоу «Dennis Miller Show», которое вскоре закрыли.
10 марта 2003 года «The Police» были введены в Зал славы рок-н-ролла, и вместе исполнили композиции «Roxanne», «Message In a Bottle» и «Every Breath You Take», на этой церемонии. Последняя песня была исполнена вместе со Стивеном Тайлером, Гвен Стефани и Джоном Мейером. В конце песни Коупленд с такой силой играл бит мелодии, что его пальцы побелели, в итоге он разбил малый барабан. В ту осень Стинг выпустил автобиографию, названную «Broken Music».
В 2004 году Генри Падовани (гитарист группы до Энди Саммерса) выпустил сольный альбом, при участии Стюарта Коупленда и Стинга на одной композиции, тем самым воссоединив «оригинальный» состав группы в творческом процессе, впервые с 1977 года. Также в 2004 году, журнал Rolling Stone поставил «The Police» на 70 место, в своём списке «100 величайших исполнителей всех времён». В 2006 году Стюарт Коупленд сделал документальный рок-фильм о группе, под названием «Everyone Stares: The Police Inside Out», основанный на съёмках, которые он сделал на камеру Super 8 в конце 1970-х и начале 1980-х годах, когда группа совершала турне. В октябре 2006 года, Энди Саммерс выпустил «One Train Later», автобиографические мемуары подробно описывающие начало его карьеры и время с группой.

### Тур объединённых «The Police»: 2007—2008
Тур объединённых «The Police» открылся в конце мая 2007 года двумя шоу в Ванкувере и закончился 7 августа 2008 года концертом в Нью-Йорке. В этот период группа дала 152 концерта и стала участником многих музыкальных фестивалей. В июне 2008 года трио выступило на фестивале «Isle of Wight», собравшем 70 000 зрителей.
Концерт в Буэнос-Айресе в 2007 году вышел в аудио- и видеоформатах под названием Certifiable: Live in Buenos Aires.

## Участники группы
- Стюарт Коупленд — ударные, перкуссия, бэк и ведущий вокал, клавишные  (1977—1986, 2003, 2007—2008)
- Стинг — ведущий и бэк-вокал, бас-гитара, контрабас, губная гармошка, клавишные, саксофон, гобой (1977—1986, 2003, 2007—2008)
- Энди Саммерс — гитары, бэк и ведущий вокал, клавишные (1977—1986, 2003, 2007—2008)
- Генри Падовани[англ.] — гитара (1977; финал реюнион-тура 2007 года в Париже со Стингом, Саммерсом и Коуплендом)

## Дискография
| Год  | Название                                      | Примечания                                                                                                 |
| ---- | --------------------------------------------- | --- |
| 1978 | Outlandos d’Amour                             | Студийный альбом                                                                                           |
| 1979 | Reggatta de Blanc                             | Студийный альбом                                                                                           |
| 1980 | Zenyattà Mondatta                             | Студийный альбом                                                                                           |
| 1981 | Ghost in the Machine                          | Студийный альбом                                                                                           |
| 1983 | Synchronicity                                 | Студийный альбом                                                                                           |
| 1986 | Every Breath You Take: The Singles            | Собрание всех синглов 1977—83 гг. Переиздан в 1995 г. под названием «Every Breath You Take: The Classics». |
| 1992 | Greatest Hits                                 | Сборник |
| 1993 | The Message in a Box: The Complete Recordings | Собрание всех записей (4 диска)                                                                            |
| 1995 | Live!                                         | Запись концерта                                                                                            |
| 1997 | The Very Best of Sting & The Police           | Сборник. Переиздан в 2002 году                                                                             |
| 2007 | The Police                                    | Сборник |
| 2008 | Certifiable: Live in Buenos Aires             | Запись концерта в 2007 году в рамках реюнион-тура                                                          |
| 2009 | The 50 Greatest Songs                         | Сборник |

## Фильмография

### VHS
- Around The World (1982)
- Synchronicity Concert (1984)
- Every Breath You Take — The Videos (1986)
- Greatest Hits (1992)
- Outlandos to Synchronicities — A history of The Police Live! (1995)
- The Very Best Of Sting & The Police (1997)

### DVD
- Live Ghost In The Machine (2001) — издано только в Японии
- Live '79 at Hatfield Polytechnic (2002) — издано только в Японии
- Every Breath You Take: The DVD (2003) — подборка видеоклипов, немного материала, отснятого вживую, а также история создания альбома Ghost in the Machine
- Synchronicity Concert (2005) — концерт в Атланте в 1983
- Everyone Stares: The Police Inside Out (2006) — документальный фильм Стюарта Коуплэнда
- Certifiable: Live in Buenos Aires (2008) — концерт 2007 года в Монументаль Ривер Плейт, Буэнос-Айрес

## Награды

### BRIT Awards
- 1982: Лучшая британская группа
- 1985: За выдающийся вклад в музыку

### Грэмми
- 1980: Грэмми за лучшее инструментальное рок-исполнение, композиция «Reggatta de Blanc»
- 1981: Грэмми за лучшее рок-исполнение дуэта или группы с вокалом, композиция «Don’t Stand So Close to Me»
- 1981: Грэмми за лучшее инструментальное рок-исполнение, композиция «Behind My Camel»
- 1983: Грэмми за песню года, композиция «Every Breath You Take» (награду получал Стинг)
- 1983: Грэмми за лучшее поп-исполнение дуэта или группы с вокалом, композиция «Every Breath You Take»
- 1983: Грэмми за лучшее рок-исполнение дуэта или группы с вокалом, композиция «Synchronicity II»

### Зал славы рок-н-ролла
- «The Police» были введены в Зал славы рок-н-ролла 10 марта 2003 года.[20]